# Laguna de Tiscapa
Laguna de Tiscapa är en liten cirkulär kratersjö och ett naturreservat i centrala Managua, Nicaragua. 

## Kratersjön
Laguna de Tiscapa har en diameter på 400 meter. Ytan ligger 85 meter över havet och 45 meter över den närliggande Managuasjön. Sjön har inget utlopp utan dräneras genom grundvattnet.

## Naturreservat
Kratersjön Laguna de Tiscapa och den omgivande kraterkanten utgör sedan 1991 ett 40 hektar stort naturreservat vid namn Reserva natural Laguna de Tiscapa. Det är ett av Managuas främsta turistattraktioner, med fina utsikter över staden från Mirador de Tiscapa. På sjöns norra sida står en gigantisk metallstaty av nationalhjälten Augusto César Sandino, skapad av konstnären Ernesto Cardenal.

## Historia

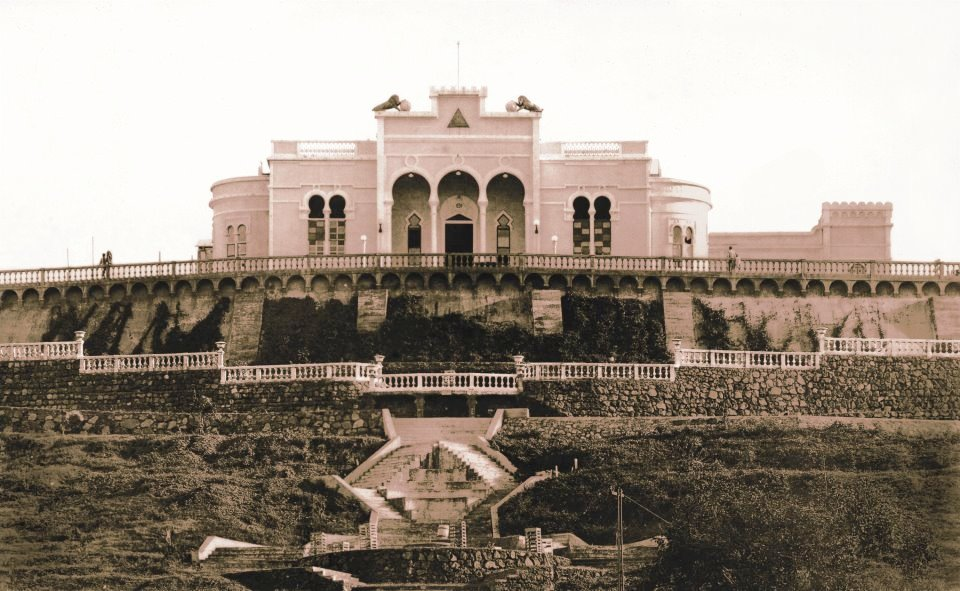
Presidentpalatset 1950

Vulkanen som skapat sjön är sedan länge utslocknad. Under Somozadiktaduren låg landets presidentpalats, Palacio Loma, vid sjön, tillsammans med militärinstallationer, fängelser och tortyrkammare.